# In Every Dream Home a Heartache
«In Every Dream Home a Heartache» (рус. В каждом Доме мечты — сердечная боль) — песня, написанная Брайаном Ферри и впервые изданная в марте 1973 года, на альбоме For Your Pleasure группы Roxy Music. Песня стала одной из самых популярных в репертуаре Roxy Music, регулярно исполнялась на концертах и вошла в многочисленные сборники, в частности, Viva! и Concerto.

## История создания
В интервью журналу Q в 2007 году Брайан Ферри рассказывал о создании песни: 
У меня был друг-художник, он одолжил мне машину для дальней поездки в Дербишир. Песня возникла в ходе этого путешествия. Помню, я сел в Рено 4, зарядив кассетник, установив клавишные, сложив груду бумаги и авторучек, с определённой целью – написать несколько песен... Жизнь была, всё-таки, намного проще в 1973 годуОригинальный текст (англ.)I had an artist friend who lent me a remote carriage up in Derbyshire. This came out of that trip. I remember getting into my Renault 4, loading up a cassette player, keyboards and pads of paper and pens, and driving up there with the express purpose of writing some songs. Life was so much simpler in 1973.
Ферри говорил, что песней «In Every Dream Home a Heartache» гордится особенно.

### Текст песни
Текст песни представляет собой зловещий, поддержанный гнетуще-атмосферным музыкальным оформлением монолог человека, которого богатство и одиночество постепенно сводят с ума. Вторая часть монолога представляет собой объяснение в любви надувной кукле; первая — сбивчивый рассказ о том, что в «каждом 'доме мечты' — сердечная боль», что каждый шаг «уводит всё дальше от Неба» (англ. And every step I take takes me further from Heaven… Is there a Heaven?) а в роскошном пентхаусе остаётся, «разве только молиться» (англ. Penthouse' perfection, but what goes on, what to do there? Better pray there...).
Как отмечал рецензент Allmusic Д.Томпсон, Брайан Ферри, уже успевший «сравнить своих женщин с автомобилями, автоматами сиренами и котятами», в «In Every Dream Home…» срывает «последний покров достоинства с объекта своих аффектаций… Она оказывается… просто надувной!» Причём выясняется, что этот сказочно богатый человек приобрёл себе «идеальную компаньоншу» (англ. the perfect companion) по почте, «в обычной обёртке» (англ. I bought you mail order, my plain-wrapper baby...).
Журнал Q писал, что Ферри — единственный в истории рок-музыки автор, который «способен наполнить ощущением истинной человеческой драмы» историю любви безумца к надувной кукле («Бессмертная, в натуральную величину, моё дыхание внутри тебя. Буду одевать тебя каждый день, сохраню тебя до последнего вдоха». — англ. Immortal and life size My breath is inside you I'll dress you up daily And keep you till death sighs).
За восторгами по поводу достоинств куклы, отмечает рецензент Allmusic, скрывается плохо скрываемый ужас («Одноразовая возлюбленная, не могу теперь от тебя избавиться», — англ. Disposable darling, can't throw you away now). Завершается монолог строкой: «Любовница моя неблагодарная: я надул тебе тело, а ты — взорвала мне мозг» (англ. Lover ungrateful. I blew up your body, but you blew my mind), после неё начинается вторая, (инструментальная) часть композиции. «…Ну, а если вам показалось, что студийная версия звучит пугающе, то есть ещё концертная на Viva, которая просто вырвет сердце из вашей стерео системы», — заключает Д.Томпсон.

### Особенности
Композиция примечательна медленным ритмом ударных и бурными гитарными соло Манзанеры, в ней ощущаются элементы эйсид-рока. Сам Манзанера объяснял это желанием приблизить звучание к психоделическому.

## Кавер-версии
- SZ Diskothek: 1973 (2005)
- Bay, (Alison Rae LP, 1996)
- Jane Birkin (Rendez-Vous, 2004)
- Rozz Williams & Gitane Demone (Dream Home Heartache, 1995)
- Fields of the Nephilim (Revelations, 1994)
- Kids on TV (Mixing Business with Pleasure, 2007)
- Jared Louche (Covergirl, 1999)
- Peter Sarach (Songs of Dreamhomes and Heartache, 2008)
- The Scarlet Fever (Scarlet Fever)
- Talk Normal (Sugarland, 2009)
- Lorette Velvette (Loverly Music: The Singles 1997—1999, 1999)[4]
- The Melvins (feat. Jello Biafra of Dead Kennedys) (Everybody Loves Sausages, 2013)

## Издания
- 1972 — When We Were Young: Live in London, 1972
- 1973 — For Your Pleasure (5:29, Virgin)
- 1974 — Musik Laden (Colosseum)
- 1976 — Viva! (8:22, Virgin)
- 1989 — The Early Years (5:29, Caroline Distribution)
- 1995 — Baby Boomer Classics: Progressive Seventies (4:18, JCI Associated Labels)
- 1995 — Thrill of It All (5:26, Virgin)
- 1998 — Alive in America (9:06, Renaissance Records)
- 1998 — Concert Classics (9:06, Rance Life Records)
- 2000 — Valentine (7:16, Pilot)
- 2001 — Concerto [Italy] (9:06 Dynamic)
- 2001 — Concerto (9:06 Pilot)
- 2002 — Back to Mine (5:08 DMC Records, Inc.)
- 2002 — Ladytron (9:06 Superior)
- 2002 — Live at the Apollo [Warner DVD] WEA
- 2002 — Reflection (7:16 Pilot)
- 2003 — For Your Pleasure/Roxy Music (4:34 Virgin)
- 2003 — Live (6:19 Eagle Records)
- 2003 — The Best Prog Rock Album in the World…Ever
- 2003 — Wonderland [Original Soundtrack] (5:28 Sbme)
- 2004 — Early Years/Avalon (5:29 EMI Music Distribution)
- 2004 — Simply the Best Guitar Album (WSM)
- 2005 — Afterhours: Global Underground (3:06 Global/Afterhours)
- 2005 — Live [DVD] (Eagle Vision)
- 2006 — Thrill of It All: A Visual History 1972—1982 (Virgin)[2]

## Участники записи
- Bryan Ferry — вокал, ритм-гитара
- Brian Eno — синтезатор VCS3
- Andrew Mackay — электроорган Farfisa
- Phil Manzanera — электрогитара
- John Porter — бас-гитара
- Paul Thompson — ударные

## Видео
- In Every Dream Home a Heartache. Roxy Music в программе BBC The Old Grey Whistle Test. Функции второго клавишника выполняет здесь Энди Маккей.